# Абу-ль-Вафа аль-Бузджани
Абуль-Вафа Мухаммад ибн Мухаммад аль-Бузджани (араб. أبو الوفاء محمد بن محمد البوزجاني‎, Бузган, 10 июня 940 — Багдад, 998) — персидский учёный X века, один из крупнейших математиков и астрономов средневекового Востока. Учитель Ибн Юнуса.

## Биография
Его полное имя: Абу-ль-Вафа Мухаммад ибн Мухаммад ибн Яхья ибн Исмаил ибн аль-Аббас аль-Бузджани (араб. أبو الوفاء محمد بن محمد بن يحيى بن إسماعيل بن العباس البوزجاني‎). Родился в 940 году в Бузгане (город в Хорасане, расположенный между Гератом и Мешхедом). Умер в 998 году в Багдаде.

## Астрономия
В написанном им комментарии к «Альмагесту» Птолемея сведены астрономические знания того времени, а также изложены результаты его собственных работ. В трактате содержатся сведения об одном из неравенств лунного движения, переоткрытом впоследствии Тихо Браге. В 998 году, незадолго до смерти, Абу-ль-Вафа наблюдал лунное затмение в Багдаде одновременно с молодым аль-Бируни, наблюдавшим его в Ургенче, что позволило точно определить разность долгот этих городов.

## Математика
Абу-ль-Вафа ввёл тригонометрические функции тангенс и котангенс и построил их таблицы; нашёл с высокой точностью значение синуса одного градуса. Он же вывел формулу для синуса суммы двух углов, и в одно время с аль-Худжанди и Ибн Ираком доказал теорему синусов для сферических треугольников:
{\displaystyle {\frac {\sin A}{\sin a}}={\frac {\sin B}{\sin b}}={\frac {\sin C}{\sin c}}.}
Абу-ль-Вафа составил комментарии к математическим трудам аль-Хорезми, Евклида, Диофанта, Гиппарха. Он является автором следующих трудов:
- «О том, чему следует научиться до изучения арифметики»
- «О том, что нужно знать писцам, дельцам и другим в науке арифметики» (араб. كتاب فيما يحتاج إليه الكتاب والعمال من علم الحساب‎). Первая книга из средневековых исламских текстов, в которой используются отрицательные числа[6][7].
- «О том, что необходимо ремесленнику из геометрических построений» (араб. كتاب فيما يحتاج إليه الصانع من أعمال الهندسة‎)
- «О применении шестидесятеричных таблиц»
- «Об определении ребра куба, квадрато-квадрата и того, что состоит из них обоих».

Он первым доказал, что в построения циркулем с фиксированным раствором и линейкой можно построить все точки,
которые можно построить циркулем и линейкой:106.

## Память
В честь Абу-ль-Вафы назван кратер на Луне